# Micobacteris
Els micobacteris (Mycobacterium) són l'únic gènere de la família bacteriana de les micobacteriàcies (Mycobacteriaceae).

## Taxonomia
- Mycobacterium abscessus, que és també un contaminant comú de l'aigua i va ser considerat fins fa poc com una subespècie de Mycobacterium chelonae.
- Mycobacterium africanum
- Mycobacterium asiaticum
- Mycobacterium avium ha estat causant d'infeccions letals en pacients amb la sida. Aquest complex també inclou a Mycobacterium avium paratuberculosis, que ha estat implicat en la malaltia de Crohn en humans i la malaltia de Johne en ovelles.
- Mycobacterium bovis
- Mycobacterium chelonae, contaminant comú de l'aigua.
- Mycobacterium fortuitum
- Mycobacterium gordonae
- Mycobacterium haemophilum
- Mycobacterium intracellulare
- Mycobacterium kansasii, pot causar una infecció greu en pacients immunodeprimits
- Mycobacterium leprae, causa la lepra
- Mycobacterium malmoense
- Mycobacterium manresensis, inactivat s'utilitza com a suplement alimentari per reduir el risc de desenvolupar tuberculosi.
- Mycobacterium marinum
- Mycobacterium microti
- Mycobacterium scrofulaceum
- Mycobacterium smegmatis
- Mycobacterium tuberculosis, causa la tuberculosi
- Mycobacterium ulcerans
- Mycobacterium uvium
- Mycobacterium xenopi